# Matt Jansen
Matt Jansen, né le 20 octobre 1977 à Wetheral, Angleterre, est un ancien joueur anglais de football. Son dernier club était Chorley FC.

## Biographie
En 1998, lorsqu'il jouait pour Carlisle United, il a refusé de jouer pour Manchester United, qui voulait le recruter, parce qu'il voulait jouer pour l'équipe première, ce qu'il pouvait faire à Crystal Palace. Il a signé pour le club de Selhurst Park en 1998, avant de signer pour Blackburn Rovers en 1999. 
En 2002, il a failli mourir à la suite d'un accident de moto en Italie, mais il n'a jamais retrouvé sa forme après l'accident. Alors, il jouait pour d'autres équipes de divisions inférieures, comme Wrexham, Leigh Genesis et Chorley. 

## Palmarès
- Championnat d'Angleterre D2 :
  - Vice-champion : 2001.

- EFL Trophy :
  - Vainqueur : 1997.

- Coupe de la Ligue :
  - Vainqueur : 2002.